# Rebel·lia adolescent
Com a part del seu desenvolupament en adults joves, els éssers humans han de desenvolupar una identitat independent dels seus pares o familiars i una capacitat d'independència en la presa de decisions. Es pot experimentar amb diferents rols, comportaments i ideologies com a part del seu procés de desenvolupament d'una identitat. La rebel·lia adolescent, ha estat reconeguda dins de la psicologia com un conjunt de trets de comportament que substitueixen a la classe, cultura o raça.

## Naturalesa de la rebel·lia adolescent
Encara hi ha debat sobre si les causes de la rebel·lia adolescent són completament naturals i necessàries. Alguns postulen que la manca d'un adolescent per aconseguir un sentit d'identitat pot donar lloc a la confusió de rols i la impossibilitat de triar una vocació, i les pressions que aquestes poden causar la rebel·lia adolescent. Altres han criticat la rebel·lia adolescent com el producte del fracàs en l'educació dels pares, o d'una orientació social contradictòria, en els mitjans de comunicació.